# Carlo Orlandi
Carlo Orlandi, född 23 april 1910 i Milano, död 29 juli 1983 i Milano, var en italiensk boxare.
Orlandi blev olympisk mästare i lättvikt i boxning vid sommarspelen 1928 i Amsterdam.